# Old St. Paul's
Old St. Paul's er en britisk stumfilm fra 1914 af Wilfred Noy.

## Medvirkende
- Lionelle Howard som Leonard Holt
- R. Juden som Annabel
- P.G. Ebbutt som Charles
- J. Cooper som Solomon Eagle
- Ivan Cleveland som Earl